# Romeo e Giulietta - Amore all'ultima pinna
Romeo e Giulietta - Amore all'ultima pinna (Romeo & Juliet: Sealed with a Kiss) è un film d'animazione statunitense del 2006 diretto da Phil Nibbelink, liberamente ispirato a Romeo e Giulietta di William Shakespeare. Il film parla di due sfortunati leoni marini, Romeo e Giulietta (Daniel e Patricia Trippet), che si innamorano contro il volere delle loro famiglie in lotta. È stato rilasciato in Europa a metà del 2006 e il 27 ottobre dello stesso anno negli Stati Uniti.
Il film è stato scritto, animato e diretto interamente da Phil Nibbelink, ex animatore Disney. Il film è stato realizzato con un budget stimato di $ 2 milioni e 4 anni e mezzo di lavoro e 112.000 fotogrammi, tutti disegnati da Nibbelink su una tavoletta Wacom direttamente in Flash 4 in combinazione con il software Moho. Nonostante le critiche negative del film, ha vinto un premio Best in Show al Southwest Film Festival.

## Trama
Antartide. Ser Capuleti e ser Montecchi, ritratti rispettivamente come leoni marini di Steller e leoni marini della California sono in conflitto da generazioni. La figlia di Capuleti, Giulietta è la promessa sposa del perfido Principe, un grande e mostruoso elefante marino, che mette in guardia i due gruppi che il leone marino che ha causato il conflitto deve essere esiliato sull'isola degli squali, una roccia a forma di pinna, dove vive uno grande squalo bianco. Romeo, unico figlio di Montecchi desidera innamorarsi e passa le sue giornate con Mercuzio e Benvolio, che propone di andare a una festa organizzata dai Capuleti. Qui Romeo si innamora di Giulietta a prima vista ma viene scoperto dallo stesso Capuleti e scappano. Più tardi, Romeo incontra Giulietta e le promette di sposarla la mattina seguente.
Romeo implora frate Lorenzo, una lontra marina, di sposarli. Il frate esita credendo che il loro matrimonio finirà in una faida tra le loro famiglie ma poi verrà convinto. Romeo e Giulietta si sposano quella mattina e gli altri animali li avvertono che se il Principe li scopre saranno nei guai. Romeo ritorna sulla spiaggia e aiuta Mercuzio, che viene attaccato dal Principe. Il Principe, terribilmente geloso, esilia Romeo sull'isola degli squali mentre Mercuzio cade in mare. Giulietta cerca l'aiuto del frate, e lui le dà una pozione. Mercuzio rinviene e scopre tutto, affermando "Che groviglio tessiamo."
Frate Lorenzo mostra Giulietta morta ai Capuleti, mentre stavano celebrando il matrimonio. Benvolio vede Giulietta e nuota all'isola degli squali per avvertire Romeo. Il frate lo insegue per fermarlo, ma viene attaccato da uno squalo. Dopo aver ricevuto la terribile notizia, Romeo si dirige a riva per vedere Giulietta da vicino. Frate Lorenzo arriva troppo tardi e cerca di seguire Romeo. Dopo un inseguimento il frate si dirige alla spiaggia. Romeo passa davanti ai Capuleti in lutto e cerca di baciare Giulietta, per avere un po' della pozione dalla sua bocca. Entrambi i gruppi di foche cominciano a piangere per la loro perdita, e Lorenzo afferma che l'odio li ha portati al male. Romeo e Giulietta si risvegliano, e Mercuzio ritorna sulla spiaggia abbracciando Romeo, mentre il Principe trova una nuova compagna. Il film si conclude con le due famiglie in pace e Romeo e Giulietta si sposano.

## Personaggi
- Romeo Montecchi è il protagonista del film e si innamora di Giulietta, figlia di ser Capuleti.
- Giulietta Capuleti è la protagonista femminile del film promessa sposa del principe e si innamora di Romeo, figlio di ser Montecchi.
- Mercuzio è il migliore amico di Romeo e ama raccontare barzellette.
- Capuleti è il padre di Giulietta e capostipite dell'omonima famiglia.
- Frate Lorenzo è un grande amico di Romeo e lo sposa con Giulietta.
- Il Principe è l'antagonista principale del film, è un elefante marino, promesso sposo di Giulietta, e il perfido rivale in amore di Romeo.
- Kissy è un piccolo pesce che aiuta Romeo.
- Benvolio è un amico di Romeo e di Mercuzio.

## Produzione

### Background
Nibbelink, ex animatore Disney, ha fondato una società indipendente con la moglie, Margit Friesacher, chiamato Phillip Nibbelink Productions, nel 1998. Egli ha dichiarato che si era stancato della "grande industria merry-go-round" e voleva fare il film lo stesso. Si era creato in modo indipendente due lungometraggi: Il gatto con gli stivali e Leif Ericson: Il ragazzo che scoprì l'America. Nibbelink ha deciso di fare Romeo e Giulietta nel 2000, quando stava finendo Leif Ericson, e ha iniziato a lavorare su di essa all'inizio del 2003. Nibbelink ha voluto che il film fosse una versione per famiglie del racconto originale di Shakespeare, a causa dei pochi film per famiglie adeguate disponibili al momento.

### Animazione

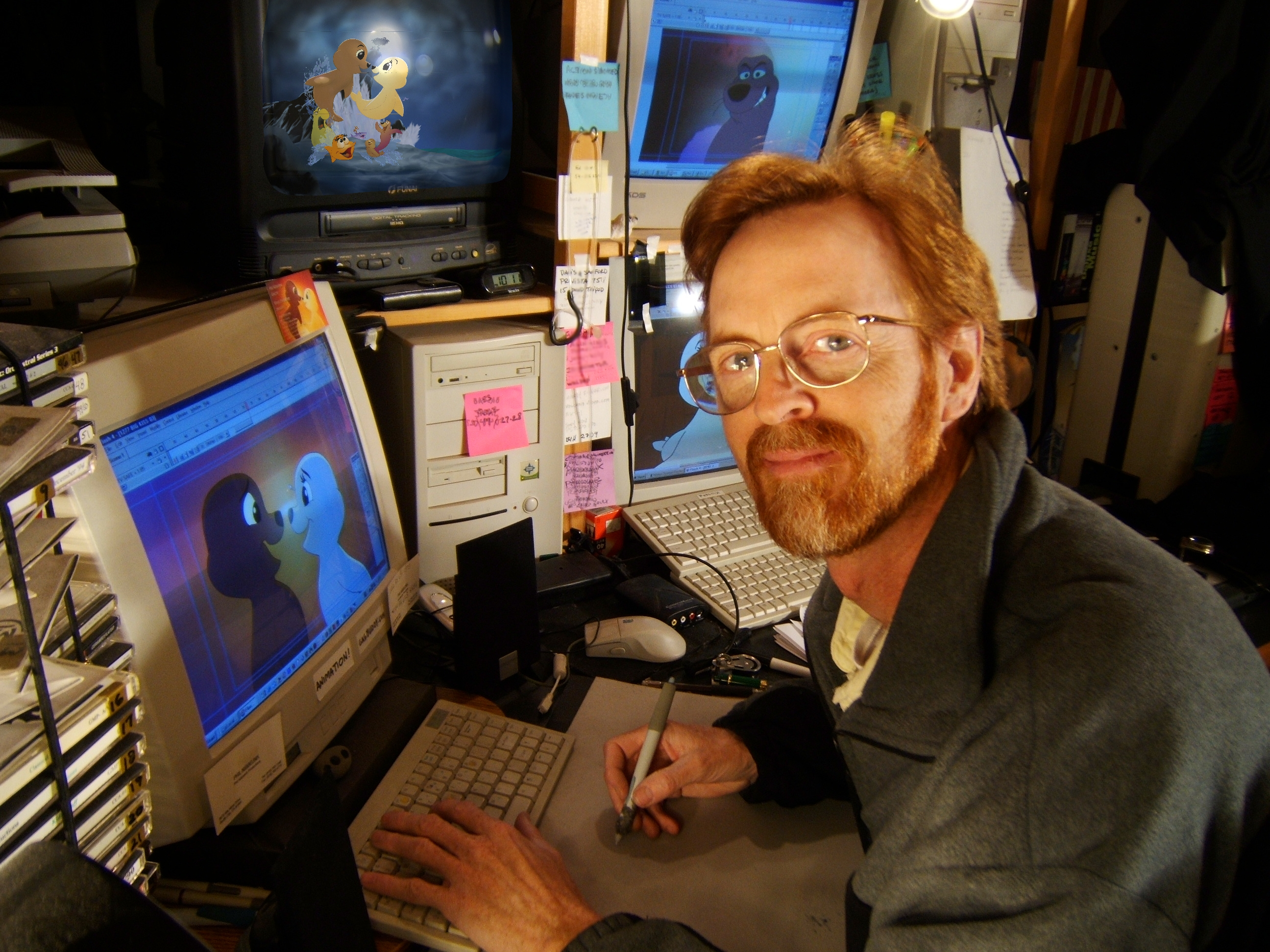
Nibbelink nel suo studio mentre lavora per il film

Il film ha avuto 4 anni e mezzo di animazione e ha richiesto 112.000 fotogrammi, ciascuno dei quali sono stati completati in meno di 2 minuti e disegnato su una tavoletta Wacom direttamente in Flash 4, in combinazione con Moho. Tutti i telai sono stati fatti insieme in un mese. Il software Moho è stato utilizzato per i caratteri "over-the-shoulder", "listening characters" o "croud scene". Il film è stato un semestre in post-produzione. Nibbelink utilizzato Flash 4, perché quando ha cercato di usare Flash 5, ha creato problemi di compatibilità. Anche il lavoro copia-incolla utilizzando Flash 4 e Flash 5 ha creato problemi di RAM.

### Audio
La maggior parte degli attori del film erano amici e figli di Nibbelink, la cui voce ha registrato in uno studio nel suo seminterrato. Il film spagnolo è stato originariamente fatto a Madrid. Nibbelink disse che la voce fuori campo di sua figlia è stata completata senza copione.
Il film non ha avuto compositore ufficiale. Nibbelink ha comprato i diritti d'autore delle melodie, ed ha scritto i testi per la musica. Alcune aziende musicali tra cui: Intents Creative Music, British Audio Publishing, Crank City Music, Jack Waldenmaier Music Productions in associazione con The Music Bakery, River City Sound Productions, Bejoodle Music, Fresh Music e Music 2 Hues. Tre canzoni sono state incluse nel film: una versione di "Twinkle Twinkle Little Star", eseguita da Chanelle Nibbelink e arrangiato da Elva Nibbelink,"Bite My Tail", interpretato da Michael Toland e arrangiato da Nibbelink, e "Singing Starfish ", eseguito da Jennifer Nibbelink, Russell Nibbelink, e Gigi Nibbelink.

## Distribuzione

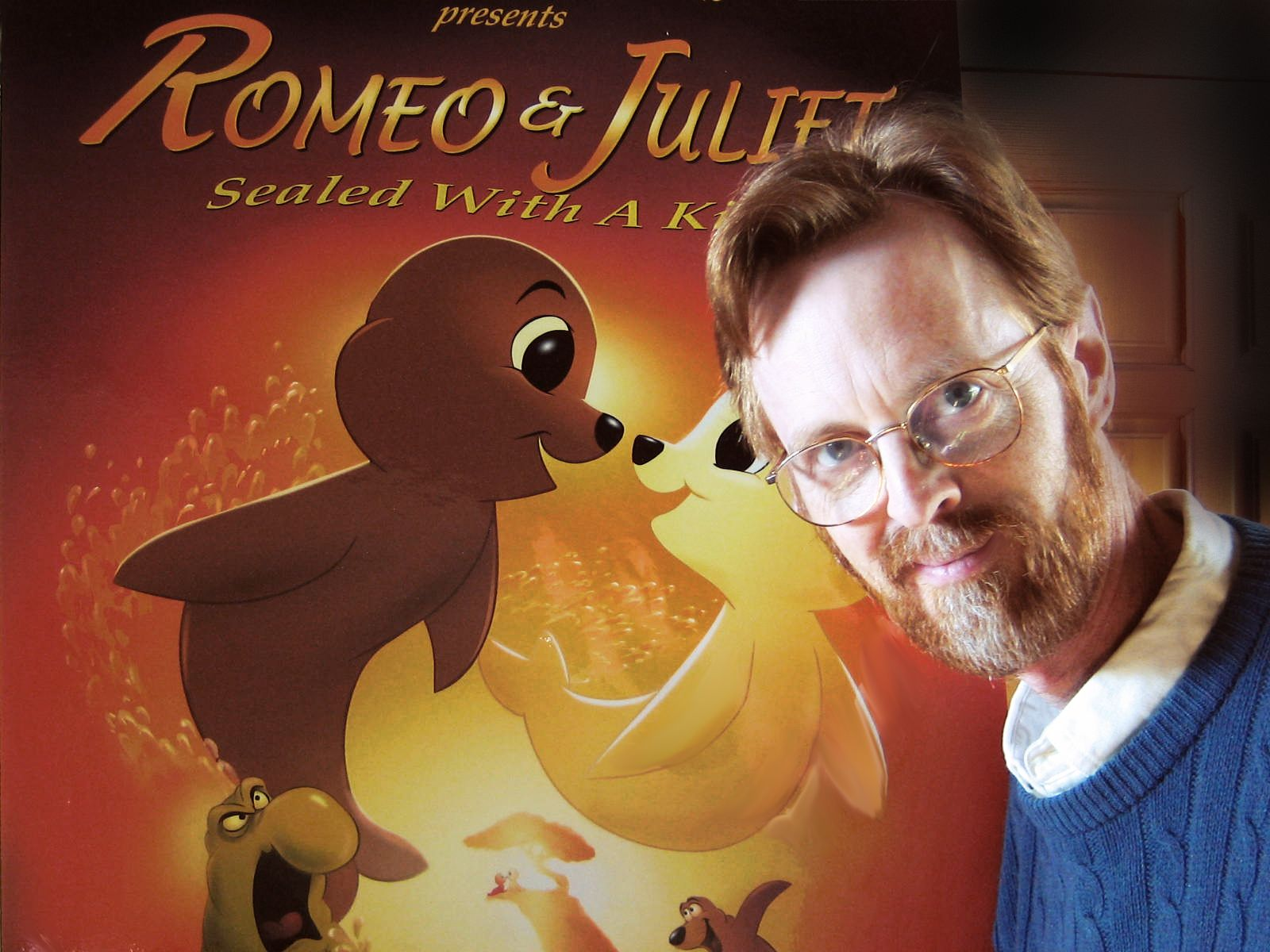
Nibbelink davanti alla locandina del film

Nibbelink venduto il film a 800 persone, ed è stato raccolto dai distributori della Marvista Entertainment per l'uscita internazionale e dell'Indican Pictures per una distribuzione domestica. Un'anteprima del film è stato proiettato al Sony Pictures Entertainment di Los Angeles, in 17 novembre 2004, e il film è stato poi presentato in occasione del Forum Asia Television 2005 a Singapore. È stato distribuito con il nome Fofita, Una foquita La Mar de salada in 32 teatri di Madrid e Siviglia il 23 giugno 2006.
Il film è stato poi valutato " G "dalla Motion Picture Association of America e ha un incasso nazionale di 463.002 $ nelle prime 34 settimane (238 giorni). Nel weekend di apertura nel 2006, il film, che ha debuttato a Los Angeles, California, ha incassato 80.938 $, con una media di 4.220 dollari. Quella stessa settimana, ha incassato un totale di $ 109.720. Il film infine il 19 luglio 2007 ha incassato solo $ 895. A partire dal giugno 2013, il film è il terzo film più redditizio distribuito da Indican Pictures.

## Home video
Il film è uscito in DVD il 12 giugno 2007. Su Animatedviews.com Ben Simon, nella sua recensione del DVD, ha dato un complessivo 7 su 10, lodando il grande contenuto bonus per un film a basso budget, ma criticando la glitch dell'audio. Un omaggio è stato precedentemente tenuto nel 2005 da Abbey Home Media e dal Corriere dei piccoli, e il premio era una copia DVD del film e un leone marino giocattolo. Dieci copie sono state date.

## Accoglienza
Il film è stato ricevuto negativamente dalla critica. Rotten Tomatoes riporta che solo il 20% dei critici ha dato al film una recensione positiva, con una valutazione media di 3/10, sulla base di 5 recensioni. Su Movies.com Dave White considerava povera l'animazione paragonandola a quella di Uno zoo in fuga, e ha criticato alcuni dialoghi del film "vagamente shakespeariano", satira il fatto che "i bambini sono come gli inglesi del XV secolo". Sam Adams del Los Angeles Times ha definito il film una "vera e propria tragedia, anche se non nel senso shakespeariano "e scrisse che" un elenco completo di ciò che è sbagliato con Romeo e Giulietta - Amore all'ultima pinna avrebbe tratto più lontano le opere integrali di William S. "LA Weekly di Luke Y. Thompson ha detto che il film "dovrebbe trovare il suo pubblico primario tra potheads universitari che amano guardare i film degli anni '70 di Hanna-Barbera e i cartoni su Cartoon Network a tarda notte". Renee Schonfeld scrittore di Common Sense Media ha detto nel 2012 nella sua recensione che era "uno sforzo amatoriale con un cattivo reticolo, scherzi stanchi, e la musica sub-par". Egli ha dato 2 stelle su 5.
Al contrario, di Reel.com Pam Grady ha dato al film una 2.5 su 4, affermando che, "sorprendentemente, non è terribile". Su Animatedviews.com Ben Simon ha difeso il film, dicendo che era "un incantevole piccolo film" che "rimane fedele al testo di Shakespeare". Il film ha vinto due premi al Soudwest Film Festival, nell'animazione e nella categoria Best in Show.